# 6591 Sabinin
A 6591 Sabinin (ideiglenes jelöléssel 1986 RT5) a Naprendszer kisbolygóövében található aszteroida. Ljudmila Ivanovna Csernih fedezte fel 1986. szeptember 7-én.